# Cimetière du Nord (Wiesbaden)
Pour les articles homonymes, voir cimetière du Nord.

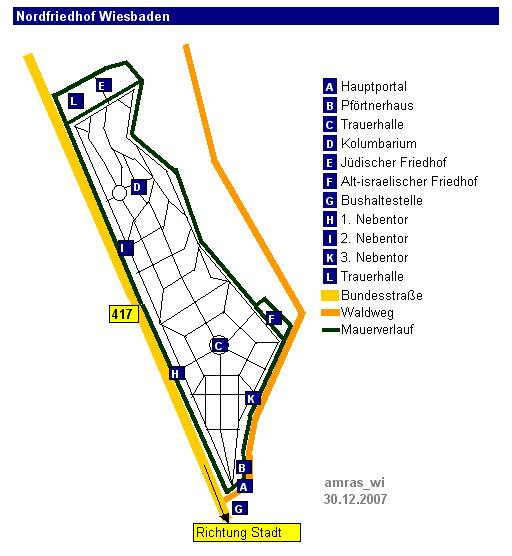
Plan du cimetière

Le cimetière du Nord de Wiesbaden (Nordfriedhof Wiesbaden) est le deuxième plus grand cimetière de Wiesbaden. Il est situé dans le quartier de Nordost.